# Oleg Jewgenjewitsch Swerew
Oleg Jewgenjewitsch Swerew (russisch Олег Евгеньевич Зверев; * 11. Januar 1949 in Tomsk) ist ein russischer Dirigent.

## Leben
Nach Studien am Sankt Petersburger Konservatorium war er zunächst Chefdirigent des Staatlichen Sinfonieorchesters Altaj in Barnaul und Generalmusikdirektor der Russischen Staatlichen Philharmonie Irkutsk/Sibirien, mit der er  Tourneen in Russland, Japan und dem westeuropäischen Ausland unternahm sowie bei  Festivals gastierte. 2002 wurde das von ihm geleitete Orchester durch die Redaktion der Moskauer Zeitschrift KULTURA als eines der besten Russlands ausgezeichnet.
Gastdirigate führten Oleg Zverev nach Japan, Australien, Deutschland, Polen, in die USA und in die Schweiz. Im Rahmen seiner  Konzerttätigkeit in Russland konzertierte er unter anderem mit den St. Petersburger Philharmonikern und im Opernstudio Rimski-Korsakow St. Petersburg sowie mit dem Tschaikowsky Radiosinfonieorchester Moskau oder dem Sinfonischen Orchester Omsk. Anlässlich von Operndirigaten war er zu Gast im Mussorgsky-Theater St. Petersburg sowie der Oper Nowosibirsk.
Als Dozent von Meisterklassen war er zu Gast in Eugene/USA und Melbourne/Australien, wo er darüber hinaus das Orchester der New Monash University Melbourne beim Ersten Internationalen Mahler-Festival dirigierte. Außerdem hat er sich für die Förderung des musikalischen Nachwuchses in Projekten mit dem Polska Orkiestra Sinfonia Iuventus in Warschau, dem Orchester des St. Petersburger Konservatoriums oder des von ihm gegründeten Jugendsinfonieorchesters Barnaul eingesetzt.
Seit der Spielzeit 2012/13 ist Swerew Künstlerischer Leiter und Chefdirigent des Sinfonieorchesters der Russischen Staatlichen Philharmonie Uljanowsk (Ульяновский Государственный Aкадемический Cимфонический Oркестр «Губернаторский»).
1996 wurde Swerew für sein Wirken mit dem Titel ‘Verdienter Künstler der Russischen Föderation’ ausgezeichnet.